# Sarah Michael
Sarah Michael, född 1990, är en nigeriansk fotbollsspelare som sedan säsongen 2011 spelar i KIF Örebro DFF. Hon kommer närmast från spel i Djurgårdens IF Dam. Trots sin unga ålder var hon med i Nigerias trupp i Sommar-OS 2008 (18 år). Hon deltog även i VM 2011.

## Klubbar
- KIF Örebro
- Djurgårdens IF
- Piteå IF
- Delta Queens FC
- Summer Queens FC